# Supermarine Sparrow
El Supermarine Sparrow (más tarde llamado Sparrow I) fue un biplano ligero biplaza británico diseñado por R.J. Mitchell y construido en las instalaciones de Supermarine en Woolston, Southampton. Su primer vuelo tuvo lugar el 11 de septiembre de 1924. Después de ser reconstruido en 1926 como monoplano en parasol, fue redesignado como Sparrow II.
El Sparrow fue el primer avión terrestre de Supermarine. Era un sesquiplano biplaza de madera propulsado por un Blackburne Thrush de 26 kW (35 hp). Tenía alas plegables con diferentes secciones transversales; para permitir que el avión despegara y aterrizara en distancias cortas, Mitchell le dio a las alas un alto ángulo de ataque. El Sparrow se comportó de manera errática durante las pruebas. Fue inscrito en la Competición de Aeroplanos Ligeros Biplaza de 1924, pero sufrió un fallo en el motor durante la competición. Un motor de reemplazo falló durante la carrera, lo que obligó al piloto a aterrizar con poca antelación y el avión fue eliminado.
El Sparrow II era más pesado y más lento que su predecesor. Fue inscrito para la competición de 1926 en Lympne pero, tras realizar un aterrizaje forzoso cerca de Beachy Head, fue eliminado. Mitchell continuó utilizando el Sparrow II para probar nuevos diseños de perfiles aerodinámicos para el Ministerio del Aire. Posteriormente fue vendido a un club de vuelo y desguazado en 1933.

## Diseño y desarrollo

### Antecedentes
Tras finalizar la Primera Guerra Mundial, los vuelos privados en el Reino Unido progresaron lentamente. Los aviones exmilitares en general no eran adecuados, ya que habían sido diseñados durante la guerra para cumplir fines específicos, y las compañías aeronáuticas consideraban que se podían obtener pocos beneficios de los aviones fabricados para uso privado.
En 1923, el Real Aero Club organizó la primera de una serie de competiciones anuales de vuelo en Lympne, Kent, para aviones monoplaza. Al año siguiente, Supermarine inscribió el Sparrow en la competición de aviones ligeros biplaza, que se celebró a finales de septiembre y principios de octubre de 1924. El premio del ganador fue de 2000 libras esterlinas (equivalentes a 135 108,57 libras en 2023) para "el mejor avión ligero diseñado y construido en Gran Bretaña, adecuado para clubes de vuelo y propietarios privados".

### Diseño
El Sparrow fue el primer diseño de Supermarine de avión terrestre, tras el cambio de identidad de la compañía de Pemberton-Billing Ltd en 1916.
Diseñado por R.J. Mitchell, el joven diseñador jefe de Supermarine, el Sparrow era un sesquiplano biplaza de madera, con alas diseñadas para plegarse. Las dos alas tenían diferentes secciones transversales. El avión estaba propulsado por un motor de pistón Blackburne Thrush de 26 kW (35 hp), con controles duales. Sin embargo, el motor no había sido probado.
El fuselaje fue construido con madera contrachapada recubierta de tela. Las hélices fueron adaptadas a la velocidad de rotación del motor, que, a 3500 rpm, era inusualmente alta. El casco y los soportes del avión estaban pintados de azul oscuro. Mitchell tuvo en cuenta en su diseño la necesidad de que el avión pudiera realizar recorridos de despegue y aterrizaje cortos. Se aseguró de que las alas tuvieran un ángulo de ataque alto, proporcionando al fuselaje una curva hacia arriba. Ambas alas estaban equipadas con perfiles aerodinámicos.

## Historia operacional

### Sparrow I

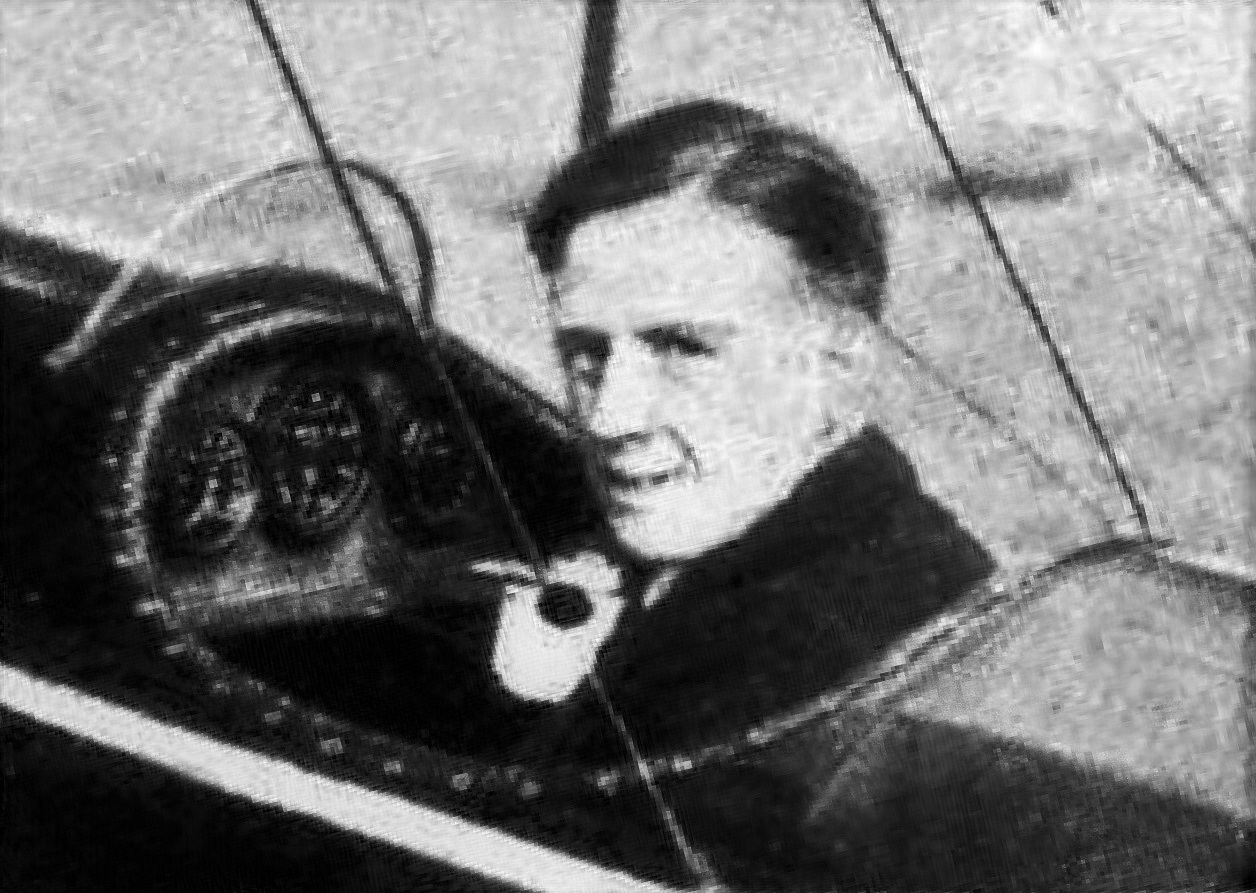
Henri Biard, piloto del Supermarine Sparrow (Flight, octubre de 1924).

El Sparrow I voló por primera vez el 11 de septiembre de 1924, pilotado por Henri Biard. Fue equipado con una hélice modificada el 27 de septiembre. Su comportamiento en las pruebas fue errático. Según Biard, "era tan descarado como indicaba su nombre". El Sparrow fue presentado ante su diseñador, R.J. Mitchell, y otros directores de Supermarine. El motor falló cuando el avión estaba en el aire y los directores corrieron hacia un agujero en un seto por el que se había estrellado. Biard fue encontrado ileso. Los intentos de arrancar el motor fracasaron y la demostración fue cancelada. El Sparrow regresó volando más tarde sin más problemas.
La evaluación del Ministerio del Aire describió al Sparrow como carente de atención a los detalles, refiriéndose específicamente al diseño inadecuado del tren de aterrizaje y al número excesivo de controles externos. La visión del piloto desde la cabina estaba limitada por la posición del ala superior.
El motor radial de tres cilindros resultó ser extremadamente poco fiable y el Sparrow fue eliminado de las pruebas de aviones ligeros debido a una avería del motor, cuando falló una biela. Un motor de sustitución que reemplazó a la máquina original inicialmente se negó a arrancar y luego se atascó, obligando a Biard a realizar un aterrizaje de emergencia.
En la carrera del Trofeo Grosvenor en Lympne del 14 de octubre de 1924, quedó en cuarto lugar con una velocidad de 99,91 km/h. Durante la primera vuelta de la carrera, el Sparrow adelantó a un biplano Westland y mantuvo esta posición hasta la sexta vuelta, cuando fue a su vez superado por el Bristol Brownie.
El Sparrow fue matriculado como G-EBJP, pero aparentemente nunca la llevó aplicada. Las fotografías del avión muestran que fue marcado con números durante las competiciones en las que participó. 

### Sparrow II

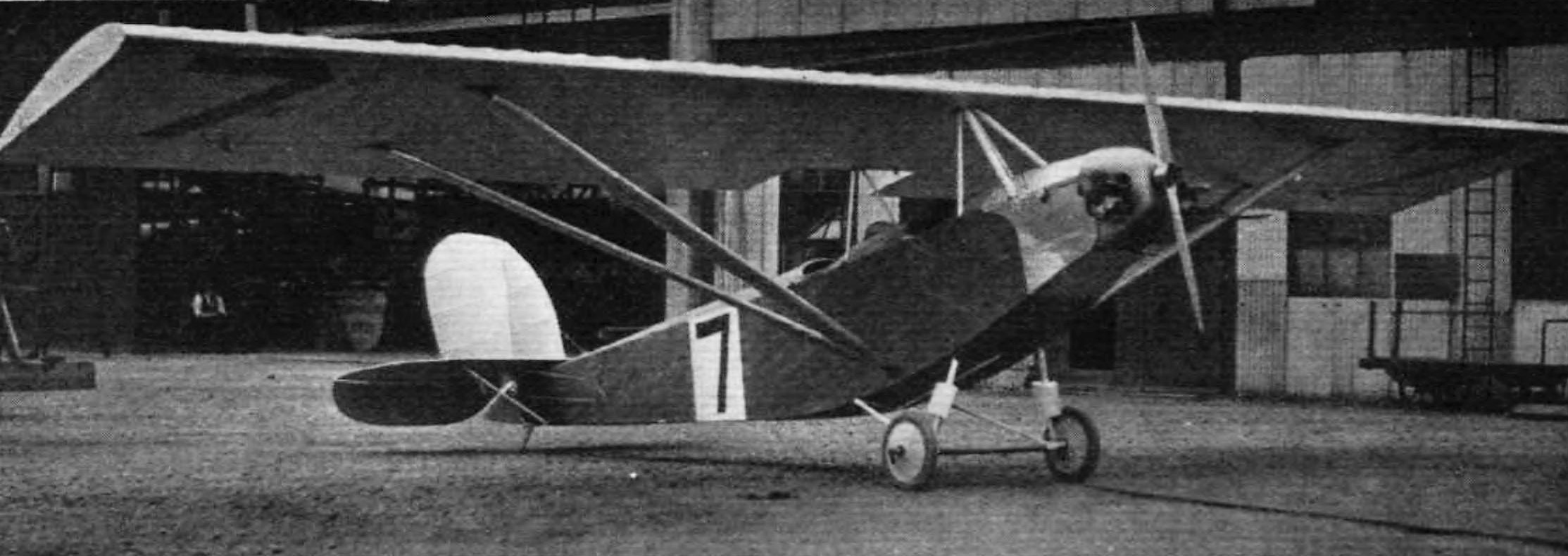
Sparrow II en la competición de aviones ligeros biplaza de 1926 en Lympne.

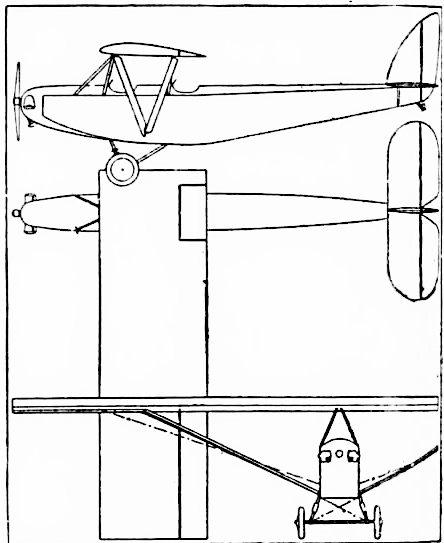
Supermarine Sparrow II, ilustrado en la revista Aviation (1 de noviembre de 1926).

Rebautizado como Sparrow II, el avión fue reconstruido y equipado con un motor Bristol Cherub III de 24 kW (32 hp). Participó en el concurso de 1926 en Lympne como monoplano en parasol. El Sparrow II pesaba 59 kg más y era 11 km/h más lento que su predecesor.
El Sparrow II estaba superado, pero pasó con éxito las pruebas de eliminación. No logró pasar la línea de salida de la carrera; debido a las malas condiciones climáticas, realizó un aterrizaje forzoso cerca de Beachy Head el 12 de septiembre de 1926, y Biard se dio cuenta de que los remaches sueltos probablemente harían que las alas se cayeran. De esta forma, el Sparrow II quedó eliminado de la competición, que fue ganada por el Hawker Cygnet. El Sparrow II compitió en otras dos carreras la semana siguiente, pero no logró colocarse en ninguna de ellas. La participación del Sparrow en las pruebas de 1926 retrasó los trabajos que se estaban realizando en ese momento en el Supermarine Seamew.
Mitchell utilizó el Sparrow II para trabajar con el Ministerio del Aire en RAF Worthy Down, equipando el avión con sus diseños de perfiles aerodinámicos para otros aviones y comparó los resultados obtenidos con los producidos mediante pruebas en túnel de viento. El avión fue posteriormente vendido al Halton Aero Club. Sobrevivió hasta 1933, cuando fue desguazado.

## Variantes
Sparrow  I
Biplano propulsado por un Blackburne Thrush.
Sparrow II
Sparrow I modificado a monoplano, propulsado por un motor de pistón Bristol Cherub III.

## Especificaciones (Sparrow I)
Referencia datos: British Civil Aircraft 1919–1972.

### Características generales
- Tripulación: Uno (piloto)
- Longitud: 6,9 m (22,7 ft)
- Envergadura: 10,2 m (33,3 ft)
- Altura: 2,3 m (7,4 ft) [13]
- Superficie alar: 23,8 m² (256,2 ft²)[13]
- Peso vacío: 98 kg (216 lb)
- Peso cargado: 177 kg (390,1 lb)
- Planta motriz: 1× motor radial de 3 cilindros refrigerado por aire Blackburne Thrush.
  - Potencia: 26 kW (36 HP; 35 CV)
- Hélices: Bipala de paso fijo

### Rendimiento
- Velocidad máxima operativa (Vno): 187 km/h (116 MPH; 101 kt)
- Techo de vuelo: 1020 m (3346 ft)

## Aeronaves relacionadas

### Aeronaves similares
- De Havilland Humming Bird
- Hawker Cygnet